# Steven Blaisse
Steven Joseph Blaisse (ur. 7 maja 1940 w Amsterdamie, zm. 20 kwietnia 2001 w Brummen) – holenderski wioślarz, srebrny medalista olimpijski.

## Kariera
Wystąpił na igrzyskach olimpijskich w Rzymie w 1960, odpadając w repasażach pierwszej rundy dwójek bez sternika. Na rozgrywanych cztery lata później igrzyskach olimpijskich w Tokio w parze z Ernstem Veenemansem zdobył srebrny medal w tej samej konkurencji. W wyścigu finałowym o 0,46 sekundy przegrali z osadą Kanady, a o 5,23 sekundy wyprzedzili osadę Wspólnej Reprezentacji Niemiec. 
Ponadto w dwójkach bez sternika zdobył złoto na mistrzostwach Europy w Amsterdamie (1964) i brąz na mistrzostwach Europy w Pradze (1961).
Po zakończeniu kariery pracował jako adwokat. Był także trenerem wioślarstwa w klubie ASR Nereus.
Jego wujkiem był holenderski fizyk, Ben Blaisse. 